# Islamiska ornament

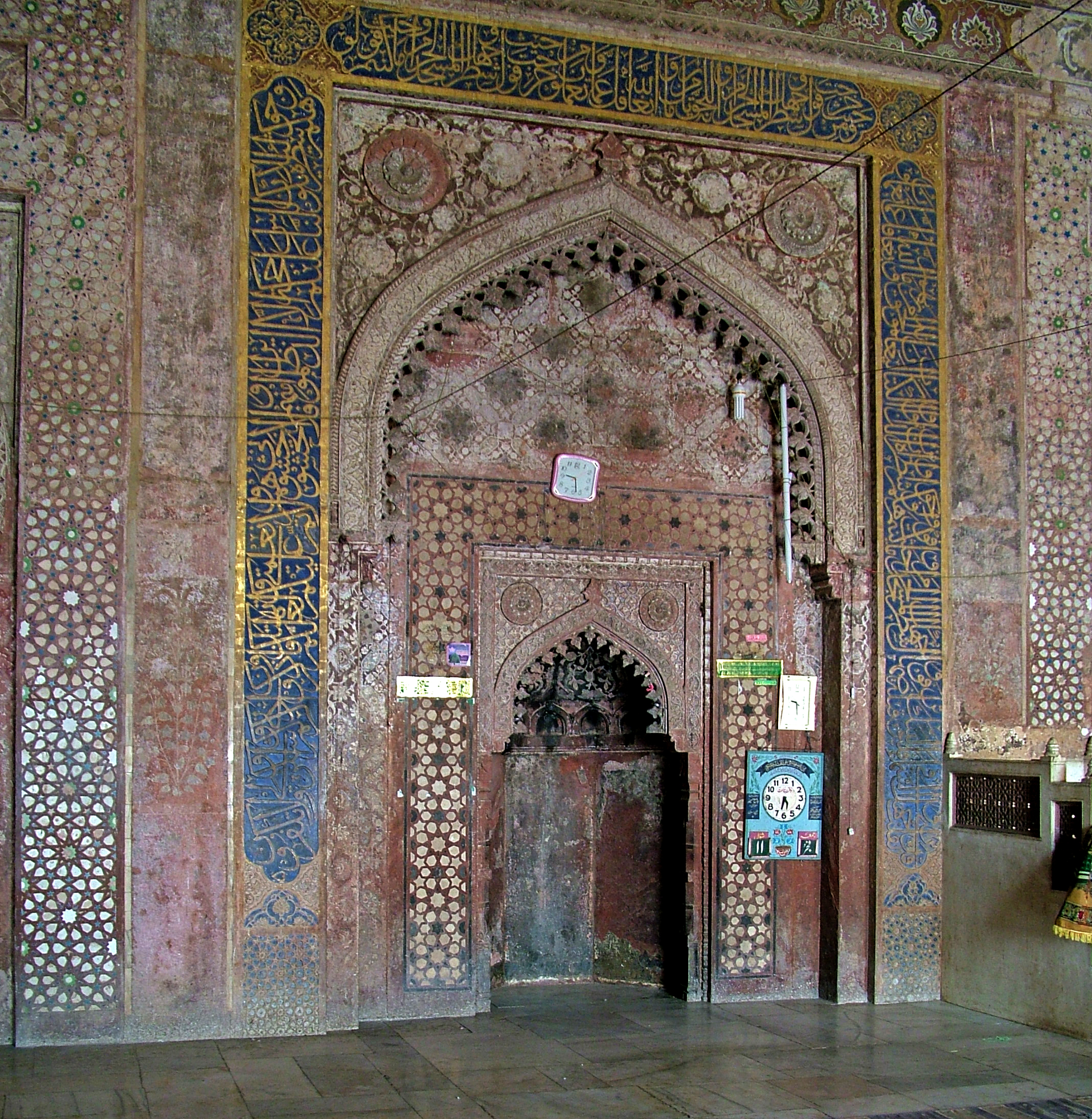
Mönster i geometrisk, arabesk och kalligrafiska mönster på en mihrab vid moskén Jama Masjid, Fatehpur Sikri.

Islamiska ornament är användandet av dekorativa mönster i islamisk konst. Mönstren kan vara i olika stilar såsom arabesk, svängande växtmönster, geometriska former med raka linjer eller kurvor och kalligrafi som består av stiliserade religiösa texter som används både dekorativt och för att förmedla ett budskap. Stilarna används oftast tillsammans och är sammanflätade.
Islamisk dekoration har haft ett stort inflytande på europeiska dekorativa konstformer, särskilt västerländsk arabesk.